# Senoculus maronicus
Senoculus maronicus är en spindelart som beskrevs av Władysław Taczanowski 1872. Senoculus maronicus ingår i släktet Senoculus och familjen Senoculidae.
Artens utbredningsområde är Franska Guyana. Inga underarter finns listade i Catalogue of Life.